# ليندا لي ألتر
ليندا لي ألتر (بالإنجليزية: Linda Lee Alter)‏ هي رسامة أمريكية، ولدت في 1939 في فيلادلفيا في الولايات المتحدة.